# Vòng loại Giải vô địch bóng đá nữ U-17 châu Âu 2014
Vòng loại Giải vô địch bóng đá nữ U-17 châu Âu 2014 diễn ra từ tháng 7 tới tháng 10 năm 2013 nhằm xác định các đội tuyển tham dự vòng chung kết tại Anh.
Giờ thi đấu là CEST (UTC+02:00).

## Vòng một
Vòng một diễn ra từ 2 tháng 7 đến 11 tháng 8 năm 2013. Các đội hạt giống Pháp, Đức và Tây Ban Nha được đặc cách vào thẳng vòng hai.

### Bảng 1
Chủ nhà bảng đấu là Scotland.
| Đội          | Tr | T | H | B | BT | BB | HS  | Đ |
| ------------ | -- | - | - | - | -- | -- | --- | - |
| Cộng hòa Séc | 3  | 2 | 0 | 1 | 18 | 4  | +14 | 6 |
| Scotland     | 3  | 2 | 0 | 1 | 10 | 6  | +4  | 6 |
| Bắc Ireland  | 3  | 2 | 0 | 1 | 9  | 8  | +1  | 6 |
| Montenegro   | 3  | 0 | 0 | 3 | 1  | 20 | −19 | 0 |

| Cộng hòa Séc                                     | 3–4      | Bắc Ireland                      |
| ------------------------------------------------ | -------- | -------------------------------- |
| Szewieczková 6' · Křivská 58' (pen), 80+1' (pen) | Chi tiết | Mackin 9', 20', 37' · Burden 46' |

| Scotland                                                  | 5–1      | Montenegro |
| --------------------------------------------------------- | -------- | ---------- |
| Jackson 8' · Howat 48', 69' · C. Brown 61' · Cuthbert 72' | Chi tiết | Bojat 47'  |

| Bắc Ireland | 1–5      | Scotland                                          |
| ----------- | -------- | ------------------------------------------------- |
| Mackin 40'  | Chi tiết | Cornet 7' · Rafferty 12' · Walker 25', 40+2', 77' |

| Cộng hòa Séc                                                                                       | 11–0     | Montenegro |
| -------------------------------------------------------------------------------------------------- | -------- | ---------- |
| Daňková 2', 42', 71' · Braunerová 6' · Veselá 10', 26', 54' · Křivská 22', 58', 79' · Majerová 78' | Chi tiết |            |

| Scotland | 0–4      | Cộng hòa Séc                                       |
| -------- | -------- | -------------------------------------------------- |
|          | Chi tiết | Křivská 23', 49' · Majerová 60' · Szewieczková 63' |

| Montenegro | 0–4      | Bắc Ireland                        |
| ---------- | -------- | ---------------------------------- |
|            | Chi tiết | Doherty 7' · Connolly 7', 28', 74' |

### Bảng 2
Chủ nhà bảng đấu là Estonia.
| Đội     | Tr | T | H | B | BT | BB | HS  | Đ |
| ------- | -- | - | - | - | -- | -- | --- | - |
| Na Uy   | 3  | 3 | 0 | 0 | 16 | 1  | +15 | 9 |
| România | 3  | 2 | 0 | 1 | 7  | 5  | +2  | 6 |
| Croatia | 3  | 1 | 0 | 2 | 4  | 8  | −4  | 3 |
| Estonia | 3  | 0 | 0 | 3 | 1  | 14 | −13 | 0 |

| Na Uy                                                                    | 5–1      | Croatia   |
| ------------------------------------------------------------------------ | -------- | --------- |
| Dekkerhus 11' · Fjelldal 13' · Haugland 19' · Hafnor 67' · Markussen 74' | Chi tiết | Balić 40' |

| România                                                | 5–0      | Estonia |
| ------------------------------------------------------ | -------- | ------- |
| Petre 10' · Ciolacu 18' · Vasile 58', 68' · Indrei 65' | Chi tiết |         |

| Croatia   | 1–2      | România                  |
| --------- | -------- | ------------------------ |
| Mihić 65' | Chi tiết | Ciolacu 10' · Ambruș 48' |

| Na Uy                                                                             | 7–0      | Estonia |
| --------------------------------------------------------------------------------- | -------- | ------- |
| Kleppe 17' · Hafnor 23' · Haugland 35' · Døvle 38' · Lie 47' · Markussen 70', 79' | Chi tiết |         |

| România | 0–4      | Na Uy                                                  |
| ------- | -------- | ------------------------------------------------------ |
|         | Chi tiết | Markussen 49', 75' · Tărășilă 71' (l.n.) · Døvle 80+3' |

| Estonia    | 1–2      | Croatia                  |
| ---------- | -------- | ------------------------ |
| Tammik 63' | Chi tiết | Zrno 80+1' · Mihić 80+3' |

### Bảng 3
Chủ nhà bảng đấu là Ukraina.
| Đội      | Tr | T | H | B | BT | BB | HS | Đ |
| -------- | -- | - | - | - | -- | -- | -- | - |
| Phần Lan | 3  | 2 | 1 | 0 | 6  | 2  | +4 | 7 |
| Hà Lan   | 3  | 2 | 0 | 1 | 8  | 2  | +6 | 6 |
| Slovakia | 3  | 0 | 2 | 1 | 5  | 9  | −4 | 2 |
| Ukraina  | 3  | 0 | 1 | 2 | 4  | 10 | −6 | 1 |

| Phần Lan                 | 2–2      | Slovakia           |
| ------------------------ | -------- | ------------------ |
| Kauppi 57' · Ahtinen 62' | Chi tiết | Maťavková 14', 30' |

| Hà Lan                                                           | 4–1      | Ukraina      |
| ---------------------------------------------------------------- | -------- | ------------ |
| Van Der Linden 3' · Admiraal 16' · Van Gurp 29' · Folkertsma 80' | Chi tiết | Levytska 49' |

| Hà Lan                                 | 4–0      | Slovakia |
| -------------------------------------- | -------- | -------- |
| Van Gurp 45', 51', 70' · Achterhof 62' | Chi tiết |          |

| Ukraina | 0–3      | Phần Lan                        |
| ------- | -------- | ------------------------------- |
|         | Chi tiết | Bröijer 44' · Rantanen 48', 68' |

| Phần Lan     | 1–0      | Hà Lan |
| ------------ | -------- | ------ |
| Collin 40+3' | Chi tiết |        |

| Slovakia                                   | 3–3      | Ukraina                                 |
| ------------------------------------------ | -------- | --------------------------------------- |
| Havranová 40' · Fabová 43' · Maťavková 65' | Chi tiết | Holovach 29' · Ruban 49' · Shevchuk 56' |

### Bảng 4
Chủ nhà bảng đấu là Nga.
| Đội                  | Tr | T | H | B | BT | BB | HS  | Đ |
| -------------------- | -- | - | - | - | -- | -- | --- | - |
| Nga                  | 3  | 3 | 0 | 0 | 3  | 0  | +3  | 9 |
| Cộng hòa Ireland     | 3  | 2 | 0 | 1 | 13 | 2  | +11 | 6 |
| Thổ Nhĩ Kỳ           | 3  | 1 | 0 | 2 | 3  | 2  | +1  | 3 |
| Bosna và Hercegovina | 3  | 0 | 0 | 3 | 1  | 16 | −15 | 0 |

| Cộng hòa Ireland                                                                                               | 12–1     | Bosna và Hercegovina |
| --- | -------- | -------------------- |
| Lynch 13' · Mclaughlin 15', 37', 67' · Connolly 17', 56' (ph.đ.), 75' · Gargan 28', 32', 51', 60' · Keenan 40' | Chi tiết | Lihović 59'          |

| Nga           | 1–0      | Thổ Nhĩ Kỳ |
| ------------- | -------- | ---------- |
| Voloshina 44' | Chi tiết |            |

| Cộng hòa Ireland | 1–0      | Thổ Nhĩ Kỳ |
| ---------------- | -------- | ---------- |
| Connolly 18'     | Chi tiết |            |

| Bosna và Hercegovina | 0–1      | Nga           |
| -------------------- | -------- | ------------- |
|                      | Chi tiết | Khotyreva 62' |

| Thổ Nhĩ Kỳ              | 3–0      | Bosna và Hercegovina |
| ----------------------- | -------- | -------------------- |
| Sivrikaya 62', 66', 79' | Chi tiết |                      |

| Nga           | 1–0      | Cộng hòa Ireland |
| ------------- | -------- | ---------------- |
| Khotyreva 42' | Chi tiết |                  |

### Bảng 5
Chủ nhà bảng đấu là Moldova.
| Đội     | Tr | T | H | B | BT | BB | HS  | Đ |
| ------- | -- | - | - | - | -- | -- | --- | - |
| Hungary | 3  | 2 | 1 | 0 | 15 | 2  | +13 | 7 |
| Iceland | 3  | 2 | 1 | 0 | 13 | 2  | +11 | 7 |
| Moldova | 3  | 0 | 1 | 2 | 1  | 12 | −11 | 1 |
| Latvia  | 3  | 0 | 1 | 2 | 1  | 14 | −13 | 1 |

| Iceland                                                          | 5–0      | Latvia |
| ---------------------------------------------------------------- | -------- | ------ |
| Arnarsdóttir 6', 21' · Sigurdardóttir 31', 37' · Hlynsdóttir 51' | Chi tiết |        |

| Hungary                                              | 5–0      | Moldova |
| ---------------------------------------------------- | -------- | ------- |
| Csányi 2', 11' · Kaján 15' · Ferencz 26' · Szabó 48' | Chi tiết |         |

| Iceland                                                             | 6–0      | Moldova |
| ------------------------------------------------------------------- | -------- | ------- |
| Sigurdardóttir 6', 8', 61' · Jonsdóttir 50' · Arnarsdóttir 55', 74' | Chi tiết |         |

| Latvia | 0–8      | Hungary                                                                                            |
| ------ | -------- | -------------------------------------------------------------------------------------------------- |
|        | Chi tiết | Kaján 15', 60' (ph.đ.) · Gruber 22' · Krascsenics 46', 76' · Csányi 48' · Szakonyi 55' · Szabó 66' |

| Hungary                          | 2–2      | Iceland                                   |
| -------------------------------- | -------- | ----------------------------------------- |
| Vancsik 60' · P. Krascsenics 75' | Chi tiết | H. Jonsdóttir 56' · S. Sigurdardóttir 63' |

| Moldova   | 1–1      | Latvia       |
| --------- | -------- | ------------ |
| Mițul 78' | Chi tiết | Tarasova 57' |

### Bảng 6
Chủ nhà bảng đấu là Israel.
| Đội        | Tr | T | H | B | BT | BB | HS  | Đ |
| ---------- | -- | - | - | - | -- | -- | --- | - |
| Thụy Điển  | 3  | 3 | 0 | 0 | 14 | 1  | +13 | 9 |
| Bồ Đào Nha | 3  | 2 | 0 | 1 | 4  | 3  | +1  | 6 |
| Serbia     | 3  | 1 | 0 | 2 | 1  | 6  | −5  | 3 |
| Israel     | 3  | 0 | 0 | 3 | 1  | 12 | −11 | 0 |

| Thụy Điển                      | 3–0      | Bồ Đào Nha |
| ------------------------------ | -------- | ---------- |
| Blomqvist 42' · Björn 52', 80' | Chi tiết |            |

| Serbia                | 2–1      | Israel   |
| --------------------- | -------- | -------- |
| Arandjelović 20', 26' | Chi tiết | Eide 73' |

| Bồ Đào Nha                                  | 2–0      | Serbia |
| ------------------------------------------- | -------- | ------ |
| Nadine Cordeiro 11' · Carolina Ferreira 73' | Chi tiết |        |

| Thụy Điển                                                                                                  | 8–0      | Israel |
| --- | -------- | ------ |
| Persson 26' · Handfast 39' · Angeldal 40+2', 60' · Anvegård 44' · Ökvist 50' · Renlund 77' · Nilsson 80+3' | Chi tiết |        |

| Israel | 0–2      | Bồ Đào Nha                 |
| ------ | -------- | -------------------------- |
|        | Chi tiết | Carolina Ferreira 33', 69' |

| Serbia         | 1–3      | Thụy Điển                                      |
| -------------- | -------- | ---------------------------------------------- |
| Blagojević 35' | Chi tiết | Zigiotti Olme 26' · Angeldal 32' · Nilsson 53' |

### Bảng 7
Chủ nhà bảng đấu là Slovenia.
| Đội      | Tr | T | H | B | BT | BB | HS  | Đ |
| -------- | -- | - | - | - | -- | -- | --- | - |
| Bỉ       | 3  | 3 | 0 | 0 | 13 | 0  | +13 | 9 |
| Belarus  | 3  | 2 | 0 | 1 | 8  | 6  | +2  | 6 |
| Slovenia | 3  | 1 | 0 | 2 | 11 | 9  | +2  | 3 |
| Litva    | 3  | 0 | 0 | 3 | 0  | 17 | −17 | 0 |

| Bỉ                                     | 3–0      | Belarus |
| -------------------------------------- | -------- | ------- |
| Maximus 44', 55' · De Smet 61' (ph.đ.) | Chi tiết |         |

| Slovenia                                                                                           | 8–0      | Litva |
| -------------------------------------------------------------------------------------------------- | -------- | ----- |
| Gadnik 12', 46' · Horvat 26' · Kolbl 51' · Ivanuša 61' · Prašnikar 64' (ph.đ.), 80+3' · Babnik 75' | Chi tiết |       |

| Bỉ                                                                  | 5–0      | Litva |
| ------------------------------------------------------------------- | -------- | ----- |
| Janssens 16' · Baldewijns 33' · De Smet 36' · Velde 76' · Awete 80' | Chi tiết |       |

| Belarus                               | 4–3      | Slovenia                      |
| ------------------------------------- | -------- | ----------------------------- |
| Dranouskaya 2', 34' · Shuppo 51', 80' | Chi tiết | Ivanuša 26', 57' (ph.đ.), 60' |

| Slovenia | 0–5      | Bỉ                                                                       |
| -------- | -------- | ------------------------------------------------------------------------ |
|          | Chi tiết | Vangheluwe 3' · Janssens 21' · De Smet 34' · Appermont 41' · Maximus 56' |

| Litva | 0–4      | Belarus                                                                |
| ----- | -------- | ---------------------------------------------------------------------- |
|       | Chi tiết | Dranouskaya 7' · Buividaviciutė 40' (l.n.) · Stsezhko 48' · Shuppo 64' |

### Bảng 8
Chủ nhà bảng đấu là Ba Lan.
| Đội        | Tr | T | H | B | BT | BB | HS  | Đ |
| ---------- | -- | - | - | - | -- | -- | --- | - |
| Áo         | 3  | 3 | 0 | 0 | 18 | 0  | +18 | 9 |
| Ba Lan     | 3  | 2 | 0 | 1 | 14 | 1  | +13 | 6 |
| Azerbaijan | 3  | 1 | 0 | 2 | 2  | 12 | −10 | 3 |
| Kazakhstan | 3  | 0 | 0 | 3 | 0  | 21 | −21 | 0 |

| Áo                                                           | 7–0      | Azerbaijan |
| ------------------------------------------------------------ | -------- | ---------- |
| Schmid 26', 45', 49' · Pinther 52', 68' · Georgieva 63', 74' | Chi tiết |            |

| Ba Lan                                                                                | 9–0      | Kazakhstan |
| ------------------------------------------------------------------------------------- | -------- | ---------- |
| Jędrzejewicz 13', 28', 37' · Matysik 30', 52' · Dudek 33', 42', 51' (pen) · Lizoń 67' | Chi tiết |            |

| Kazakhstan | 0–10     | Áo |
| ---------- | -------- | --- |
|            | Chi tiết | Feric 16', 53', 74' · Knauseder 25' (ph.đ.), 43' (ph.đ.) · Schmid 26' · Pinther 37', 40+1', 56' · Kofler 73' |

| Ba Lan                                                     | 5–0      | Azerbaijan |
| ---------------------------------------------------------- | -------- | ---------- |
| Grabowska 20', 56', 58' · Jędrzejewicz 48' · Mesjasz 80+2' | Chi tiết |            |

| Áo         | 1–0      | Ba Lan |
| ---------- | -------- | ------ |
| Kofler 36' | Chi tiết |        |

| Azerbaijan              | 2–0      | Kazakhstan |
| ----------------------- | -------- | ---------- |
| Alimova 33' · Gluic 57' | Chi tiết |            |

### Bảng 9
Chủ nhà bảng đấu là Bulgaria.
| Đội           | Tr | T | H | B | BT | BB | HS  | Đ |
| ------------- | -- | - | - | - | -- | -- | --- | - |
| Ý             | 3  | 3 | 0 | 0 | 21 | 1  | +20 | 9 |
| Thụy Sĩ       | 3  | 2 | 0 | 1 | 19 | 5  | +14 | 6 |
| Bulgaria      | 3  | 1 | 0 | 2 | 2  | 17 | −15 | 3 |
| Bắc Macedonia | 3  | 0 | 0 | 3 | 1  | 20 | −19 | 0 |

| Thụy Sĩ                                                                                      | 6–0      | Bulgaria |
| -------------------------------------------------------------------------------------------- | -------- | -------- |
| Widmer 21' · Germanier 27' · Imhof 38' · Fasel 42' (ph.đ.) · Geissbühler 44' · Stierli 80+1' | Chi tiết |          |

| Ý                                                                                          | 6–0      | Bắc Macedonia |
| ------------------------------------------------------------------------------------------ | -------- | ------------- |
| Giugliano 2', 22' (ph.đ.) · Nikolova 6' (l.n.) · Simonetti 10' · Mella 37' · Vigilucci 73' | Chi tiết |               |

| Thụy Sĩ | 12–0     | Bắc Macedonia |
| --- | -------- | ------------- |
| Ameti 3', 80+2' · Stierli 16', 32' · Zehnder 28' · Germanier 36', 49' · Villiger 53', 75' · Geissbühler 66', 72' · Skerlevska 77' (l.n.) | Chi tiết |               |

| Bulgaria | 0–10     | Ý |
| -------- | -------- | --- |
|          | Chi tiết | Boattin 4', 13' · Bergamaschi 17', 19', 32' · Vigilucci 36', 38', 49' · Mascarello 58' (ph.đ.) · Simonetti 75' |

| Ý                                                           | 5–1      | Thụy Sĩ   |
| ----------------------------------------------------------- | -------- | --------- |
| Vigilucci 17' · Bergamaschi 25', 34' · Giugliano 38', 80+2' | Chi tiết | Ameti 13' |

| Bulgaria        | 2–1      | Bắc Macedonia |
| --------------- | -------- | ------------- |
| Petkova 4', 43' | Chi tiết | Skerlevska 8' |

### Bảng 10
Chủ nhà bảng đấu là Đan Mạch.
| Đội            | Tr | T | H | B | BT | BB | HS  | Đ |
| -------------- | -- | - | - | - | -- | -- | --- | - |
| Đan Mạch       | 3  | 2 | 1 | 0 | 18 | 3  | +15 | 7 |
| Hy Lạp         | 3  | 2 | 1 | 0 | 6  | 4  | +2  | 7 |
| Wales          | 3  | 1 | 0 | 2 | 3  | 8  | −5  | 3 |
| Quần đảo Faroe | 3  | 0 | 0 | 3 | 2  | 14 | −12 | 0 |

| Đan Mạch                                                                                       | 9–0      | Quần đảo Faroe |
| ---------------------------------------------------------------------------------------------- | -------- | -------------- |
| Bruun 6', 22', 42' · Schioldan 9' · N. Sørensen 30', 37' · Henriksen 34', 73' · Carstensen 51' | Chi tiết |                |

| Wales | 0–1      | Hy Lạp    |
| ----- | -------- | --------- |
|       | Chi tiết | Zerva 67' |

| Đan Mạch                            | 2–2      | Hy Lạp                     |
| ----------------------------------- | -------- | -------------------------- |
| Bruun 60' · Henriksen 80+3' (ph.đ.) | Chi tiết | Kaldaridou 18' · Zerva 38' |

| Quần đảo Faroe | 0–2      | Wales                 |
| -------------- | -------- | --------------------- |
|                | Chi tiết | Doran 46' · Nolan 53' |

| Wales      | 1–7      | Đan Mạch                                                                                |
| ---------- | -------- | --------------------------------------------------------------------------------------- |
| Fuller 48' | Chi tiết | Dybdahl 7', 11', 63' · N. Sørensen 40+2' · Carstensen 54' · Bruun 73' · Lindhardt 80+3' |

| Hy Lạp                                                   | 3–2      | Quần đảo Faroe          |
| -------------------------------------------------------- | -------- | ----------------------- |
| Sarri 11' · Konstantopoulou 33' · Kaldaridou 51' (ph.đ.) | Chi tiết | Arge 55', 80+2' (ph.đ.) |

### Xếp hạng đội thứ ba
Chỉ các trận đấu với đội nhất bảng và nhì bảng mới được sử dụng để xác định thứ hạng.
| Bảng | Đội         | Tr | T | H | B | BT | BB | HS  | Đ |
| ---- | ----------- | -- | - | - | - | -- | -- | --- | - |
| 1    | Bắc Ireland | 2  | 1 | 0 | 1 | 5  | 8  | −3  | 3 |
| 3    | Slovakia    | 2  | 0 | 1 | 1 | 2  | 6  | −4  | 1 |
| 4    | Thổ Nhĩ Kỳ  | 2  | 0 | 0 | 2 | 0  | 2  | −2  | 0 |
| 6    | Serbia      | 2  | 0 | 0 | 2 | 1  | 5  | −4  | 0 |
| 2    | Croatia     | 2  | 0 | 0 | 2 | 2  | 7  | −5  | 0 |
| 7    | Slovenia    | 2  | 0 | 0 | 2 | 3  | 9  | −6  | 0 |
| 10   | Wales       | 2  | 0 | 0 | 2 | 1  | 8  | −7  | 0 |
| 5    | Moldova     | 2  | 0 | 0 | 2 | 0  | 11 | −11 | 0 |
| 8    | Azerbaijan  | 2  | 0 | 0 | 2 | 0  | 12 | −12 | 0 |
| 9    | Bulgaria    | 2  | 0 | 0 | 2 | 0  | 16 | −16 | 0 |

## Vòng hai
Vòng hai diễn ra từ 20 tháng 9 đến 20 tháng 10 năm 2013. 21 đội đi tiếp từ vòng trước cùng Đức, Tây Ban Nha và Pháp được chia thành sáu bảng đấu. Sáu đội nhất bảng và đội nhì bảng xuất sắc nhất lọt vào vòng chung kết ở Anh.

### Bảng 1
Chủ nhà bảng đấu là România.
| Đội              | Tr | T | H | B | BT | BB | HS  | Đ |
| ---------------- | -- | - | - | - | -- | -- | --- | - |
| Tây Ban Nha      | 3  | 3 | 0 | 0 | 13 | 2  | +11 | 9 |
| Cộng hòa Ireland | 3  | 2 | 0 | 1 | 7  | 3  | +4  | 6 |
| Iceland          | 3  | 1 | 0 | 2 | 4  | 6  | −2  | 3 |
| România          | 3  | 0 | 0 | 3 | 1  | 14 | −13 | 0 |

| Tây Ban Nha               | 2–1      | Cộng hòa Ireland |
| ------------------------- | -------- | ---------------- |
| Sánchez 18' · Garrote 33' | Chi tiết | Clifford 34'     |

| Iceland             | 2–1      | România    |
| ------------------- | -------- | ---------- |
| Jonsdóttir 57', 71' | Chi tiết | Ambruș 48' |

| Tây Ban Nha                                                                                  | 8–0      | România |
| -------------------------------------------------------------------------------------------- | -------- | ------- |
| García 18', 74', 80+3' · Sánchez 24' · García Boa 48' · Oroz 51' · Guijarro 56' · Galvez 69' | Chi tiết |         |

| Cộng hòa Ireland            | 2–1      | Iceland                  |
| --------------------------- | -------- | ------------------------ |
| McKevitt 32' · Connolly 51' | Chi tiết | Arnarsdóttir 80' (ph.đ.) |

| Iceland             | 1–3      | Tây Ban Nha                     |
| ------------------- | -------- | ------------------------------- |
| H. Arnarsdóttir 68' | Chi tiết | Domínguez 52' · García 72', 80' |

| România | 0–4      | Cộng hòa Ireland                                           |
| ------- | -------- | ---------------------------------------------------------- |
|         | Chi tiết | Gargan 6' · Barabasi 21' (l.n.) · McKevitt 30' · Lynch 60' |

### Bảng 2
Chủ nhà bảng đấu là Áo.
| Đội     | Tr | T | H | B | BT | BB | HS  | Đ |
| ------- | -- | - | - | - | -- | -- | --- | - |
| Áo      | 3  | 3 | 0 | 0 | 13 | 2  | +11 | 9 |
| Hy Lạp  | 3  | 1 | 1 | 1 | 5  | 4  | +1  | 4 |
| Nga     | 3  | 1 | 1 | 1 | 5  | 8  | −3  | 4 |
| Belarus | 3  | 0 | 0 | 3 | 3  | 12 | −9  | 0 |

| Nga                              | 3–2      | Belarus                     |
| -------------------------------- | -------- | --------------------------- |
| Andreeva 25', 27' · Bychkova 76' | Chi tiết | Vasilyeva 2' · Stsezhko 80' |

| Áo                                        | 2–1      | Hy Lạp               |
| ----------------------------------------- | -------- | -------------------- |
| Gagara 41' (l.n.) · Georgieva 78' (ph.đ.) | Chi tiết | Moraitou 18' (ph.đ.) |

| Hy Lạp      | 1–1      | Nga              |
| ----------- | -------- | ---------------- |
| Kotsaki 27' | Chi tiết | Zerva 52' (l.n.) |

| Áo                                                                            | 6–0      | Belarus |
| ----------------------------------------------------------------------------- | -------- | ------- |
| Wasserbauer 7' · Pinther 18' · Kofler 41', 61', 68' · Georgieva 80+3' (ph.đ.) | Chi tiết |         |

| Nga         | 1–5      | Áo                                          |
| ----------- | -------- | ------------------------------------------- |
| Andreeva 3' | Chi tiết | Wasserbauer 31', 54' · Kofler 39', 51', 67' |

| Belarus    | 1–3      | Hy Lạp                              |
| ---------- | -------- | ----------------------------------- |
| Shuppo 40' | Chi tiết | Kotsaki 32' · Zerva 36' · Sarri 76' |

### Bảng 3
Chủ nhà bảng đấu là Bồ Đào Nha.
| Đội          | Tr | T | H | B | BT | BB | HS | Đ |
| ------------ | -- | - | - | - | -- | -- | -- | - |
| Ý            | 3  | 2 | 0 | 1 | 4  | 3  | +1 | 6 |
| Bồ Đào Nha   | 3  | 1 | 2 | 0 | 3  | 2  | +1 | 5 |
| Cộng hòa Séc | 3  | 1 | 1 | 1 | 4  | 2  | +2 | 4 |
| Đan Mạch     | 3  | 0 | 1 | 2 | 1  | 5  | −4 | 1 |

| Ý             | 1–0      | Cộng hòa Séc |
| ------------- | -------- | ------------ |
| Giugliano 62' | Chi tiết |              |

| Đan Mạch | 0–0      | Bồ Đào Nha |
| -------- | -------- | ---------- |
|          | Chi tiết |            |

| Cộng hòa Séc                                       | 3–0      | Đan Mạch |
| -------------------------------------------------- | -------- | -------- |
| Křivská 40+2' · Kovaříková 42' · Obel 80+5' (l.n.) | Chi tiết |          |

| Ý             | 1–2      | Bồ Đào Nha                  |
| ------------- | -------- | --------------------------- |
| Giugliano 74' | Chi tiết | Pereira 58' · Azevedo 80+3' |

| Đan Mạch  | 1–2      | Ý                             |
| --------- | -------- | ----------------------------- |
| Bruun 17' | Chi tiết | Giugliano 13' · Serturini 74' |

| Bồ Đào Nha | 1–1      | Cộng hòa Séc |
| ---------- | -------- | ------------ |
| Silva 25'  | Chi tiết | Stárová 12'  |

### Bảng 4
Chủ nhà bảng đấu là Bắc Ireland.
| Đội         | Tr | T | H | B | BT | BB | HS | Đ |
| ----------- | -- | - | - | - | -- | -- | -- | - |
| Pháp        | 3  | 3 | 0 | 0 | 6  | 0  | +6 | 9 |
| Thụy Điển   | 3  | 1 | 1 | 1 | 4  | 3  | +1 | 4 |
| Ba Lan      | 3  | 1 | 1 | 1 | 3  | 5  | −2 | 4 |
| Bắc Ireland | 3  | 0 | 0 | 3 | 0  | 5  | −5 | 0 |

| Pháp                                    | 3–0      | Ba Lan |
| --------------------------------------- | -------- | ------ |
| Julian 26' · Lahmari 33' · Uffren 80+3' | Chi tiết |        |

| Thụy Điển          | 2–0      | Bắc Ireland |
| ------------------ | -------- | ----------- |
| Blomqvist 28', 56' | Chi tiết |             |

| Ba Lan                      | 2–2      | Thụy Điển                         |
| --------------------------- | -------- | --------------------------------- |
| Lizoń 50' · Grabowska 80+2' | Chi tiết | Blomqvist 10' · Zigiotti Olme 22' |

| Pháp               | 2–0      | Bắc Ireland |
| ------------------ | -------- | ----------- |
| Jouanno 24', 80+2' | Chi tiết |             |

| Thụy Điển | 0–1      | Pháp        |
| --------- | -------- | ----------- |
|           | Chi tiết | Morroni 73' |

| Bắc Ireland | 0–1      | Ba Lan    |
| ----------- | -------- | --------- |
|             | Chi tiết | Lizoń 50' |

### Bảng 5
Chủ nhà bảng đấu là Hungary.
| Đội      | Tr | T | H | B | BT | BB | HS | Đ |
| -------- | -- | - | - | - | -- | -- | -- | - |
| Scotland | 3  | 2 | 0 | 1 | 7  | 5  | +2 | 6 |
| Na Uy    | 3  | 2 | 0 | 1 | 13 | 4  | +9 | 6 |
| Phần Lan | 3  | 1 | 0 | 2 | 4  | 7  | −3 | 3 |
| Hungary  | 3  | 1 | 0 | 2 | 5  | 13 | −8 | 3 |

| Na Uy                                                                                | 5–1      | Phần Lan   |
| ------------------------------------------------------------------------------------ | -------- | ---------- |
| Miettinen 5' (l.n.) · Lund 33' (ph.đ.) · Haugland 39' · Fjelldal 50' · Jørgensen 69' | Chi tiết | Kauppi 57' |

| Hungary                            | 4–3      | Scotland                                    |
| ---------------------------------- | -------- | ------------------------------------------- |
| Kaján 31', 35', 61' · Szakonyi 47' | Chi tiết | Robertson 12' · Rafferty 22' · Walker 40+1' |

| Na Uy    | 1–2      | Scotland               |
| -------- | -------- | ---------------------- |
| Lund 34' | Chi tiết | Whyte 54' · Walker 69' |

| Phần Lan                                  | 3–0      | Hungary |
| ----------------------------------------- | -------- | ------- |
| Kuoksa 2' · Rantanen 20' · Kollanen 80+2' | Chi tiết |         |

| Hungary   | 1–7      | Na Uy                                                                    |
| --------- | -------- | ------------------------------------------------------------------------ |
| Szabó 70' | Chi tiết | N. Hanssen 13', 52' · Fjelldal 22', 80+1' · Haugland 41', 71' · Lund 64' |

| Scotland                          | 2–0      | Phần Lan |
| --------------------------------- | -------- | -------- |
| Cuthbert 33' (ph.đ.) · Walker 52' | Chi tiết |          |

### Bảng 6
Chủ nhà bảng đấu là Đức.
| Đội     | Tr | T | H | B | BT | BB | HS | Đ |
| ------- | -- | - | - | - | -- | -- | -- | - |
| Đức     | 3  | 2 | 1 | 0 | 7  | 0  | +7 | 7 |
| Bỉ      | 3  | 1 | 1 | 1 | 2  | 2  | 0  | 4 |
| Hà Lan  | 3  | 1 | 1 | 1 | 3  | 2  | +1 | 4 |
| Thụy Sĩ | 3  | 0 | 1 | 2 | 2  | 10 | −8 | 1 |

| Bỉ             | 1–0      | Hà Lan |
| -------------- | -------- | ------ |
| Wal 23' (l.n.) | Chi tiết |        |

| Đức                                                           | 6–0      | Thụy Sĩ |
| ------------------------------------------------------------- | -------- | ------- |
| Walkling 17' (ph.đ.), 40+2', 55' · Sehan 18', 66' · Meier 69' | Chi tiết |         |

| Thụy Sĩ      | 1–1      | Bỉ          |
| ------------ | -------- | ----------- |
| Lucchini 74' | Chi tiết | De Smet 58' |

| Đức | 0–0      | Hà Lan |
| --- | -------- | ------ |
|     | Chi tiết |        |

| Bỉ | 0–1      | Đức       |
| -- | -------- | --------- |
|    | Chi tiết | Sehan 70' |

| Hà Lan                                      | 3–1      | Thụy Sĩ     |
| ------------------------------------------- | -------- | ----------- |
| Van Gurp 51' · Sanders 53' · Folkertsma 57' | Chi tiết | Stierli 48' |

### Xếp hạng đội nhì bảng
Chỉ các trận đấu với đội nhất bảng và thứ ba mới được sử dụng để xác định thứ hạng.
| Bảng | Đội              | Tr | T | H | B | BT | BB | HS | Đ |
| ---- | ---------------- | -- | - | - | - | -- | -- | -- | - |
| 3    | Bồ Đào Nha       | 2  | 1 | 1 | 0 | 3  | 2  | +1 | 4 |
| 5    | Na Uy            | 2  | 1 | 0 | 1 | 6  | 3  | +3 | 3 |
| 1    | Cộng hòa Ireland | 2  | 1 | 0 | 1 | 3  | 3  | 0  | 3 |
| 6    | Bỉ               | 2  | 1 | 0 | 1 | 1  | 1  | 0  | 3 |
| 4    | Thụy Điển        | 2  | 0 | 1 | 1 | 2  | 3  | −1 | 1 |
| 2    | Hy Lạp           | 2  | 0 | 1 | 1 | 2  | 3  | −1 | 1 |